# Église Saint-Pierre-Saint-Paul de Chamery
Pour les articles homonymes, voir Église Saint-Pierre-et-Saint-Paul.
L'église Saint-Pierre-Saint-Paul est une église situé sur la commune de Chamery dans le département de la Marne, en France.

## Historique
L'église date pour les parties les plus anciennes du XIIe siècle et les plus récentes du XVIe siècle. Cependant l’église renferme des objets de siècles plus récents notamment des toiles du XVIIIe siècle et du XIXe siècle.
L'édifice est classé au titre des monuments historiques le 10 décembre 1919.

### Mobilier protégé
L’église possède également un très beau retable en pierre du XVe siècle et trois autels avec fleurs de lys de la même époque dont l'un est classé et l'autre avec sa statue de sainte Barbe et le troisième avec ses roses en plus l'est aussi. 

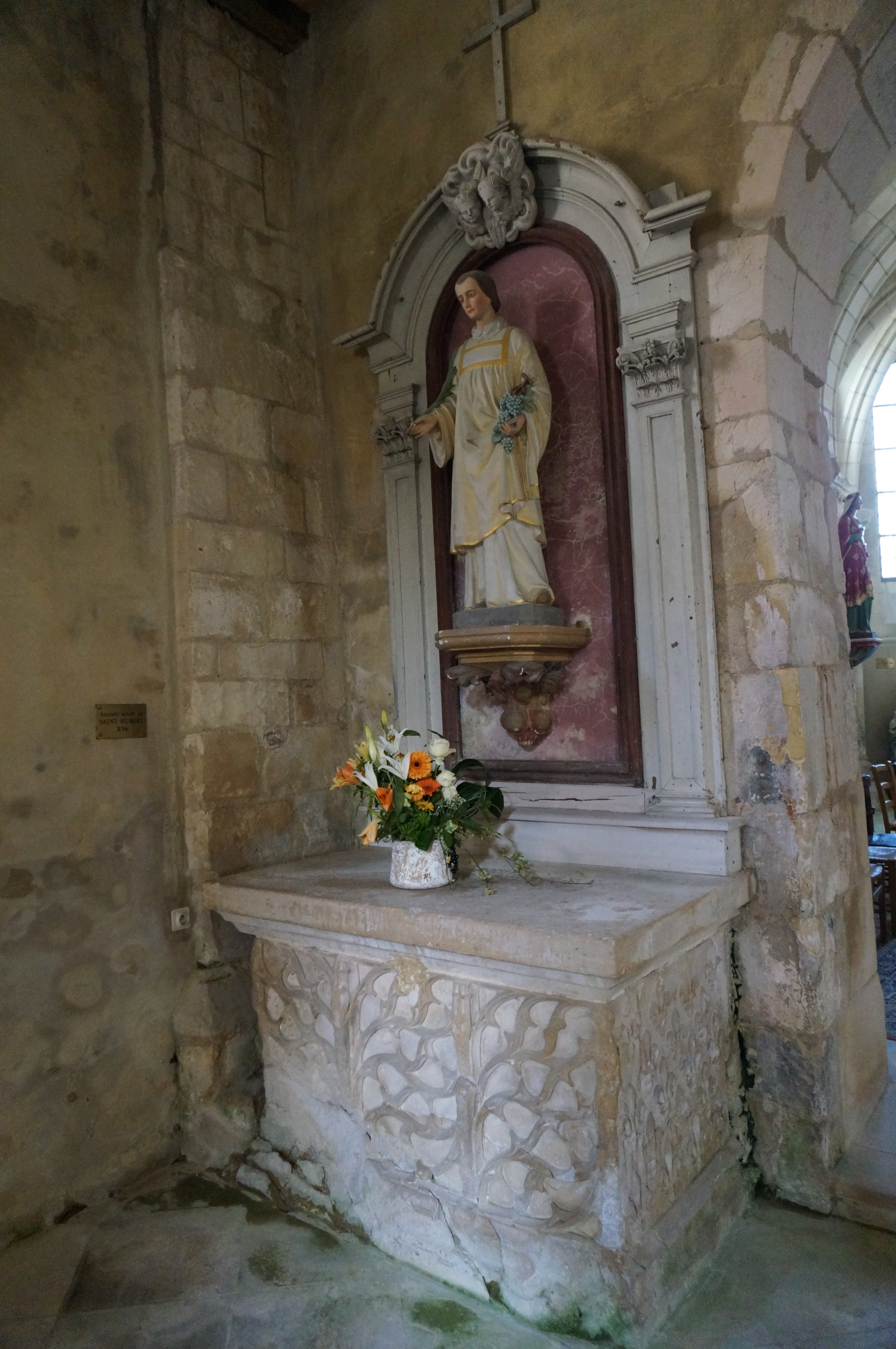
Autel,
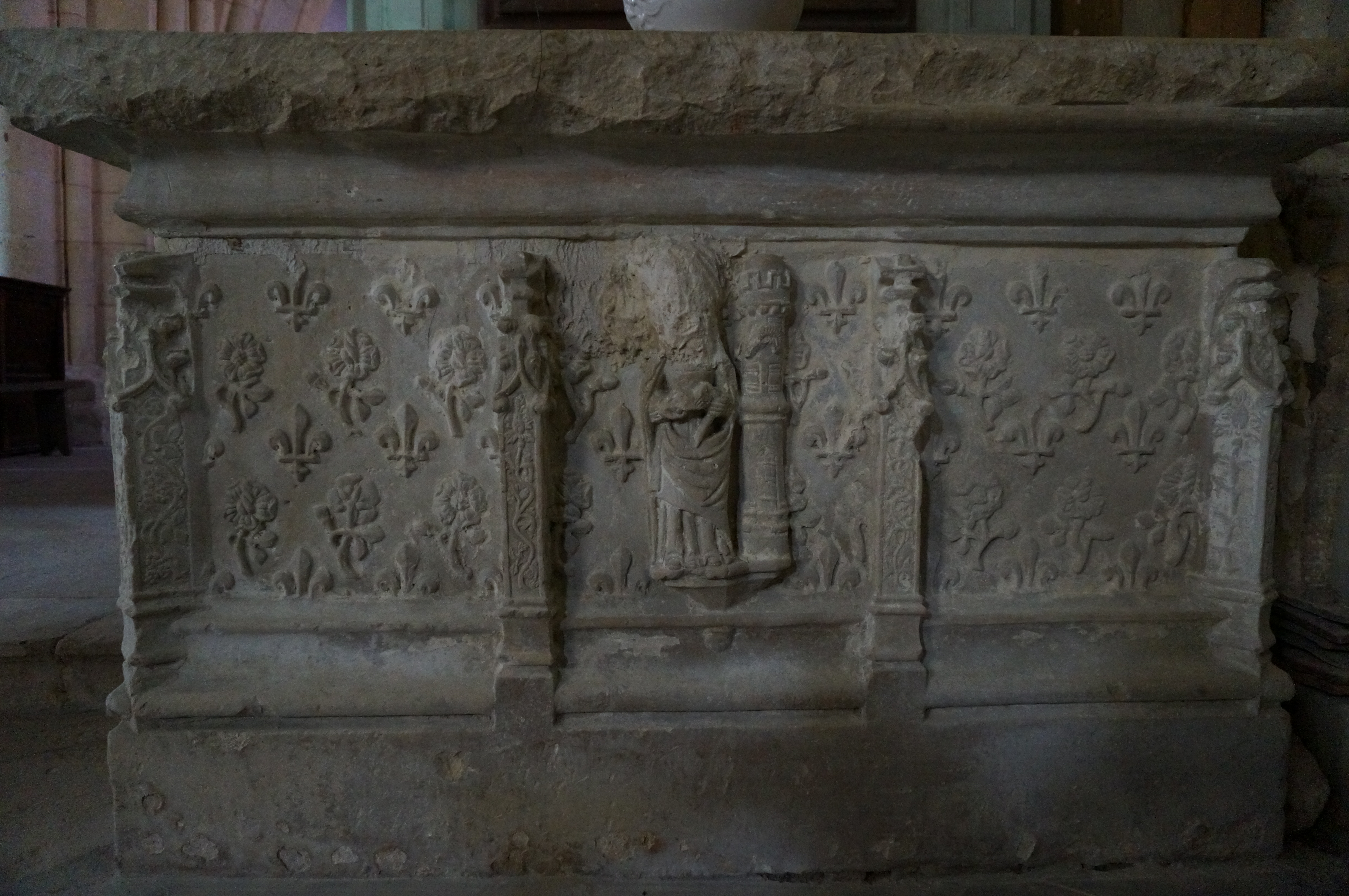
de Barbe.
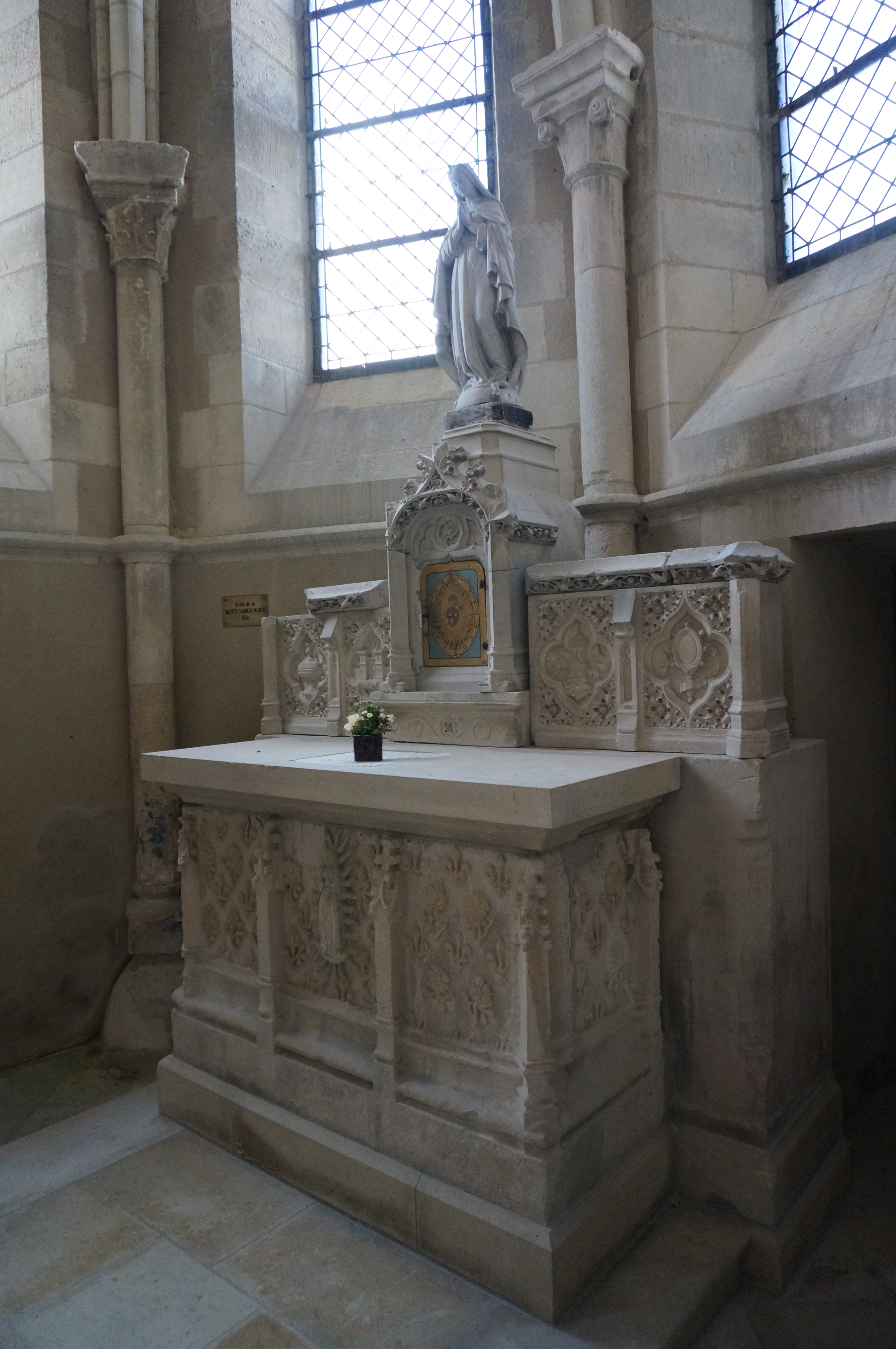
Autel.
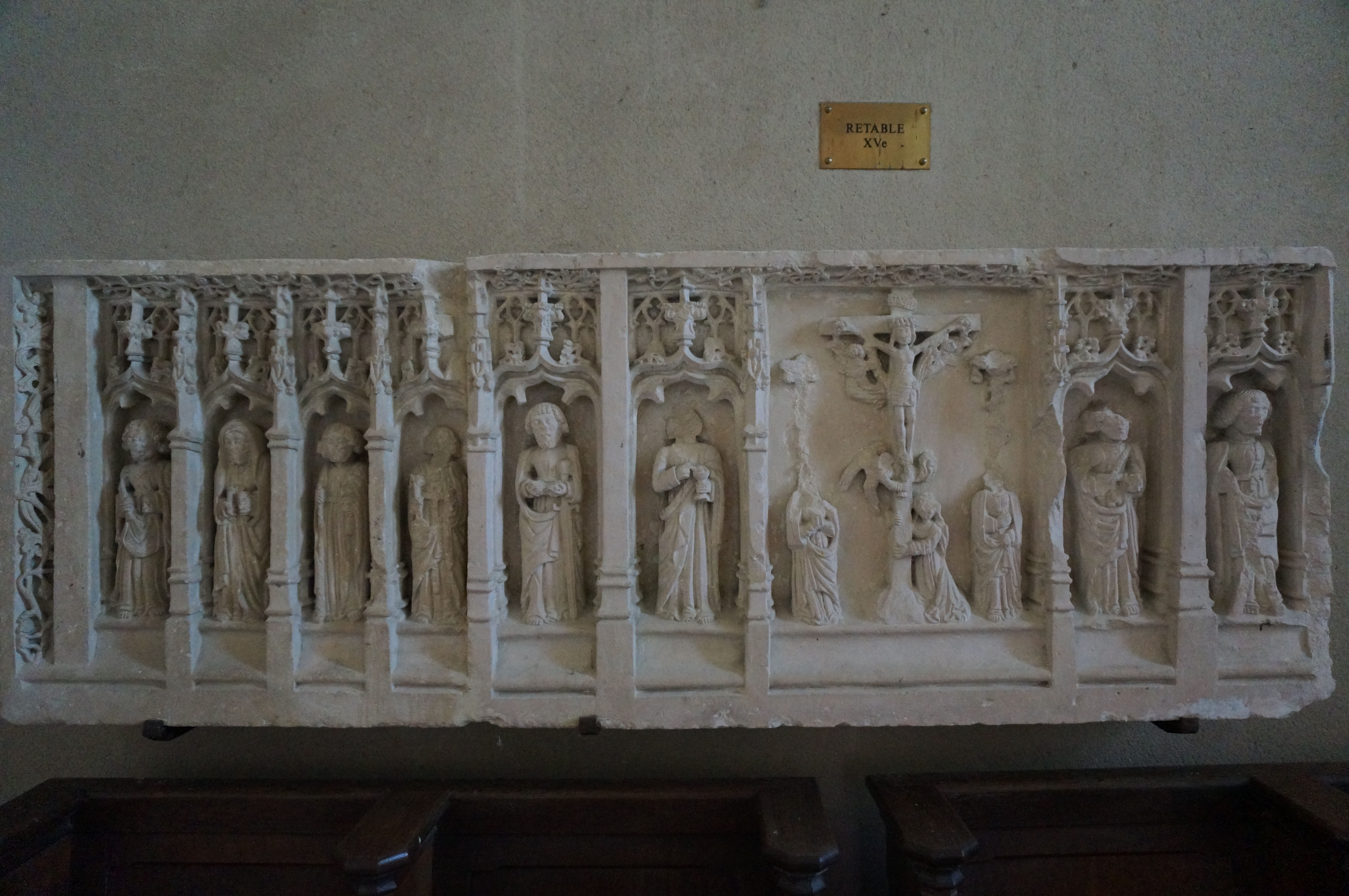
Retable.

### Peintures
Parmi le mobilier peint : une Annonciation, un saint Nicolas et un chemin de croix.

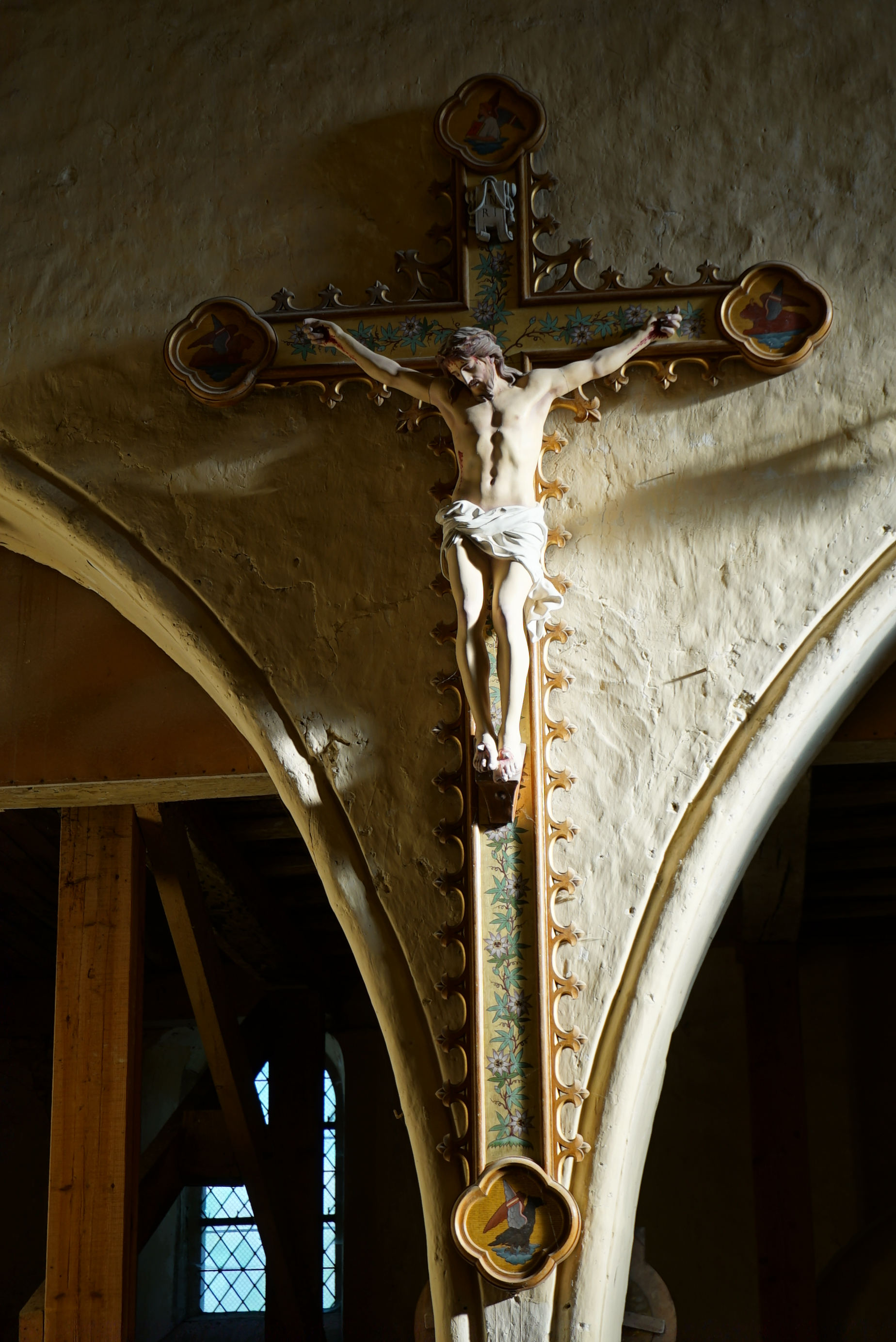
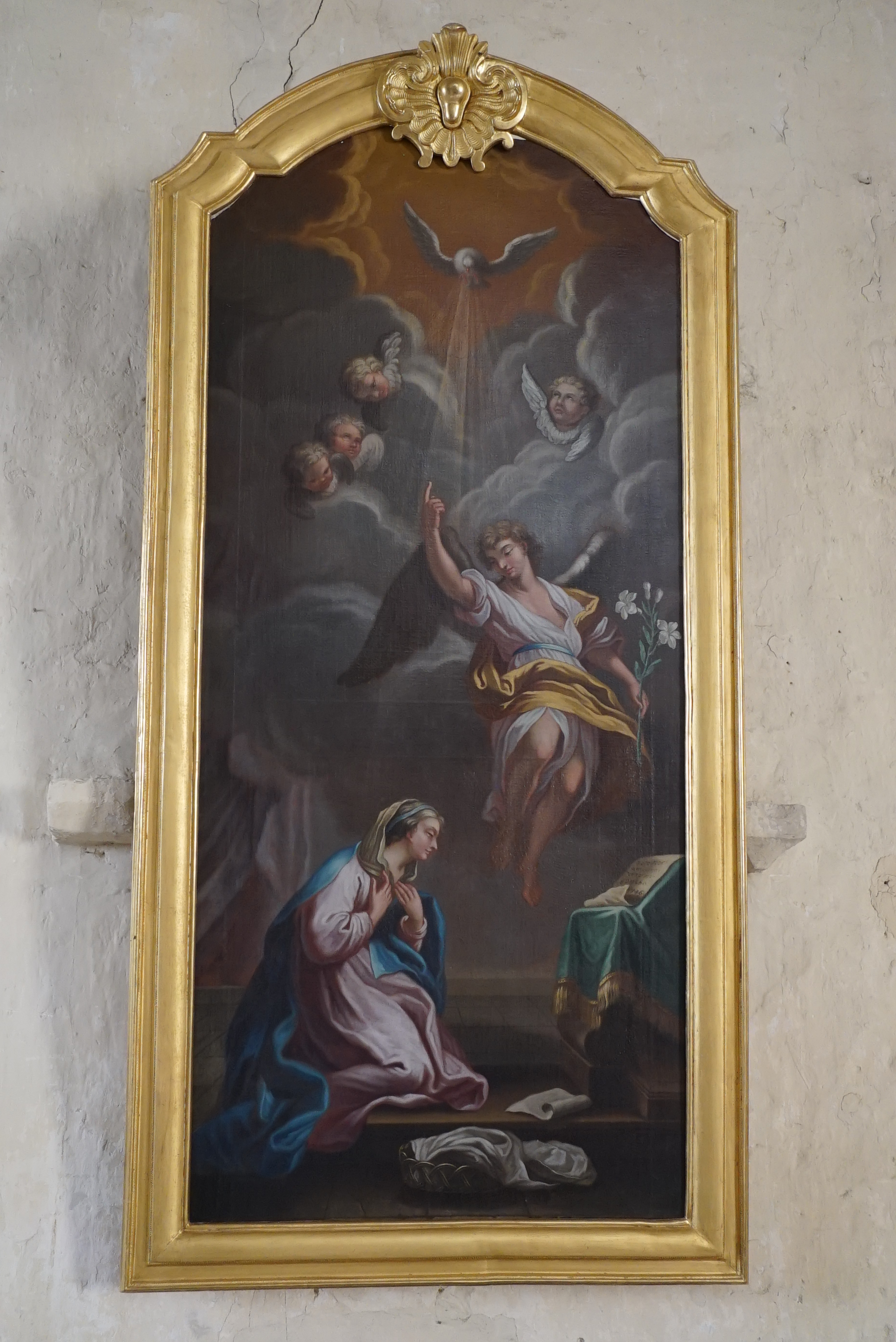
Annonciation,
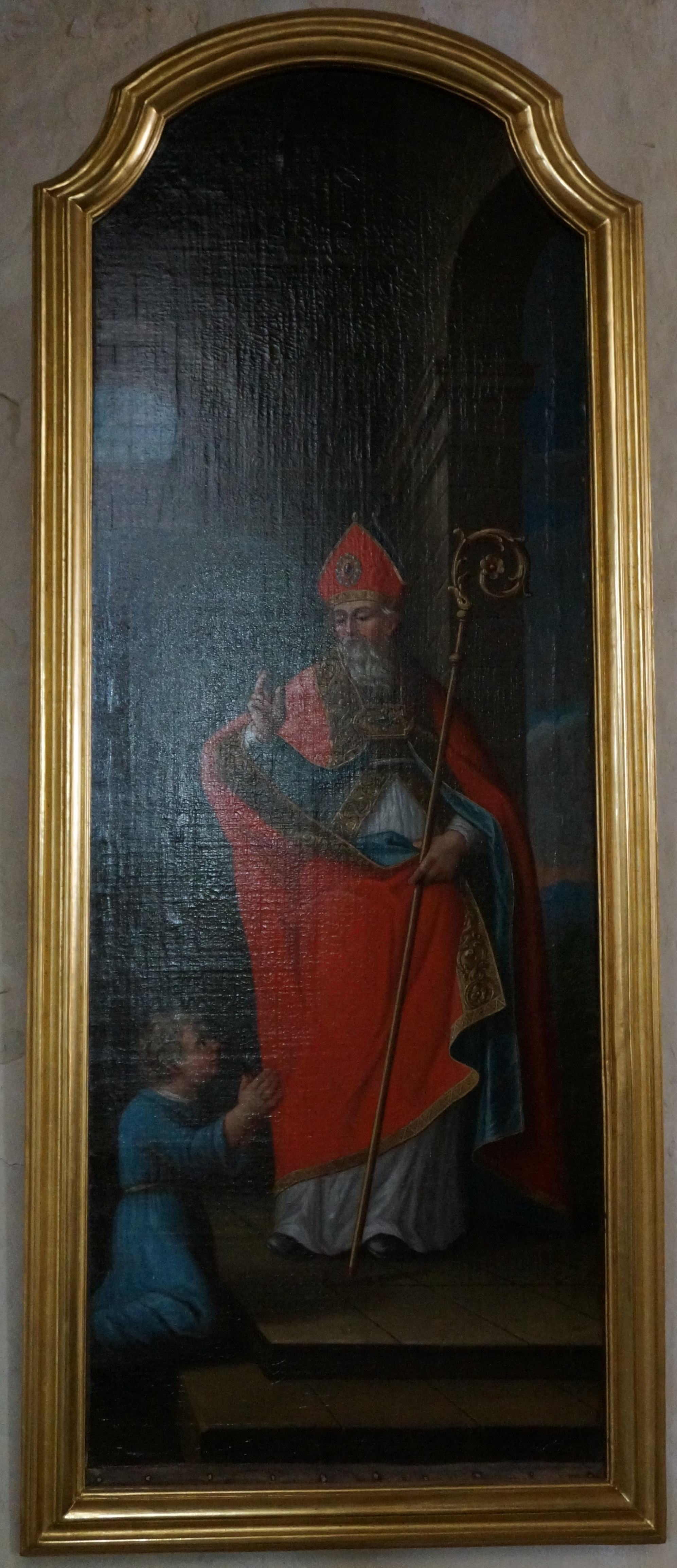
Saint Nicolas.,
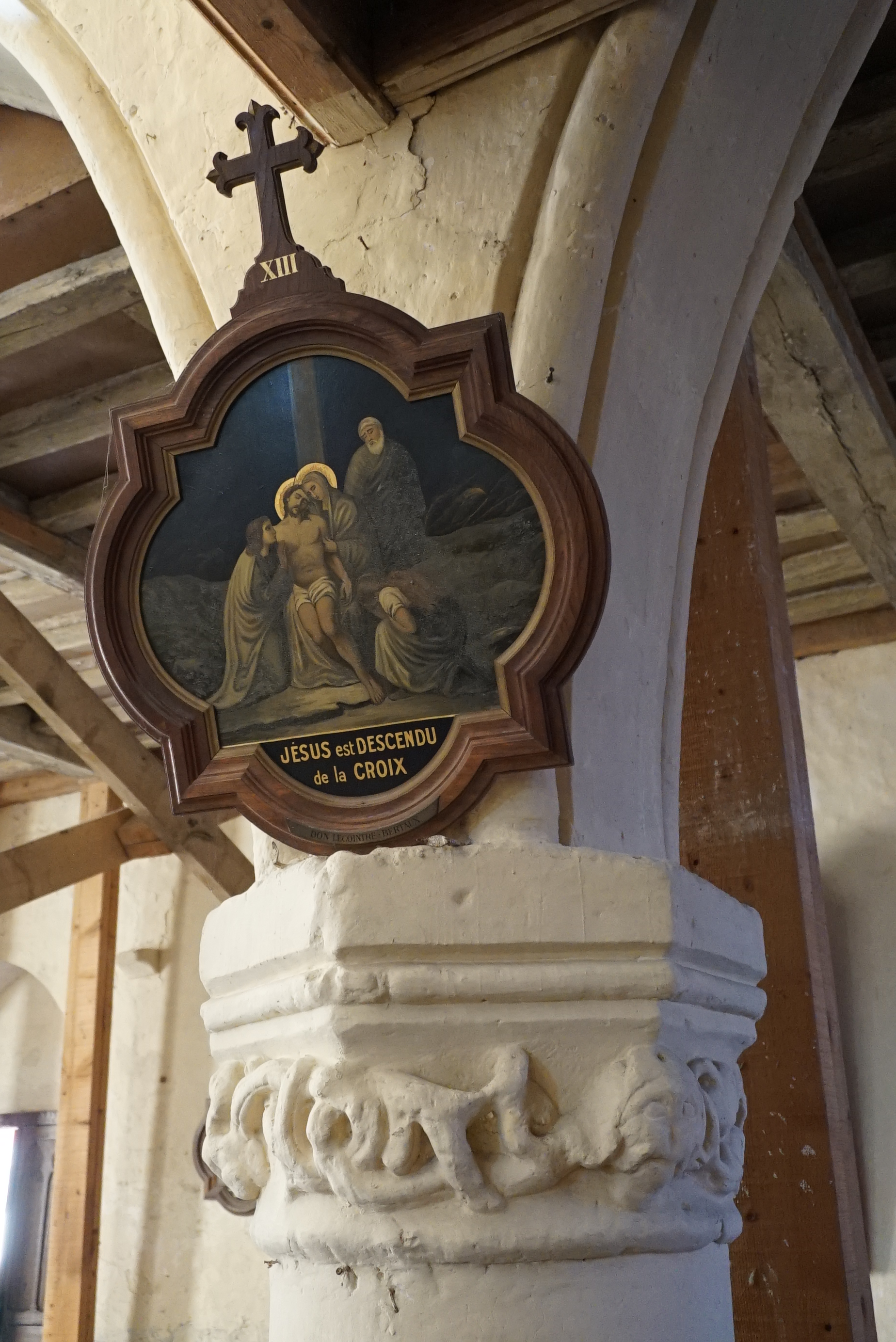
Chemin de croix.

## Clocher
Le clocher mesure 57 mètres de haut, il est selon l'architecte des bâtiments de France, le plus haut du département de la Marne. Trois cloches ornent ce temple récemment rénové, elles se nomment Ponce Elisabeth, Poncette Marie et Jean-Baptiste Catherine et datent de 1819. Le clocher fut rénové en 2011 et a ainsi permis aux cloches de sonner à nouveau.

## Galerie de photos

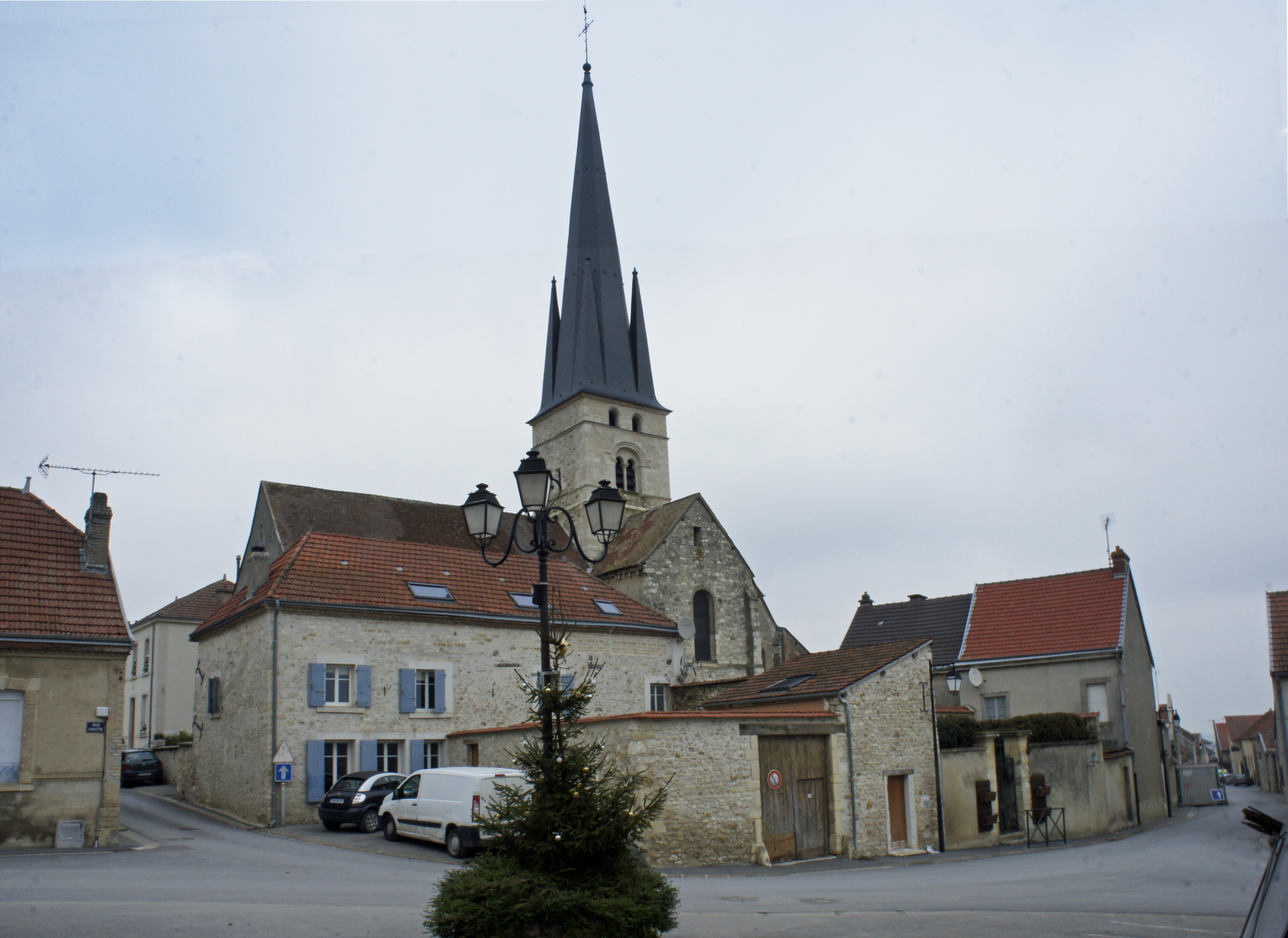
Dans le village.
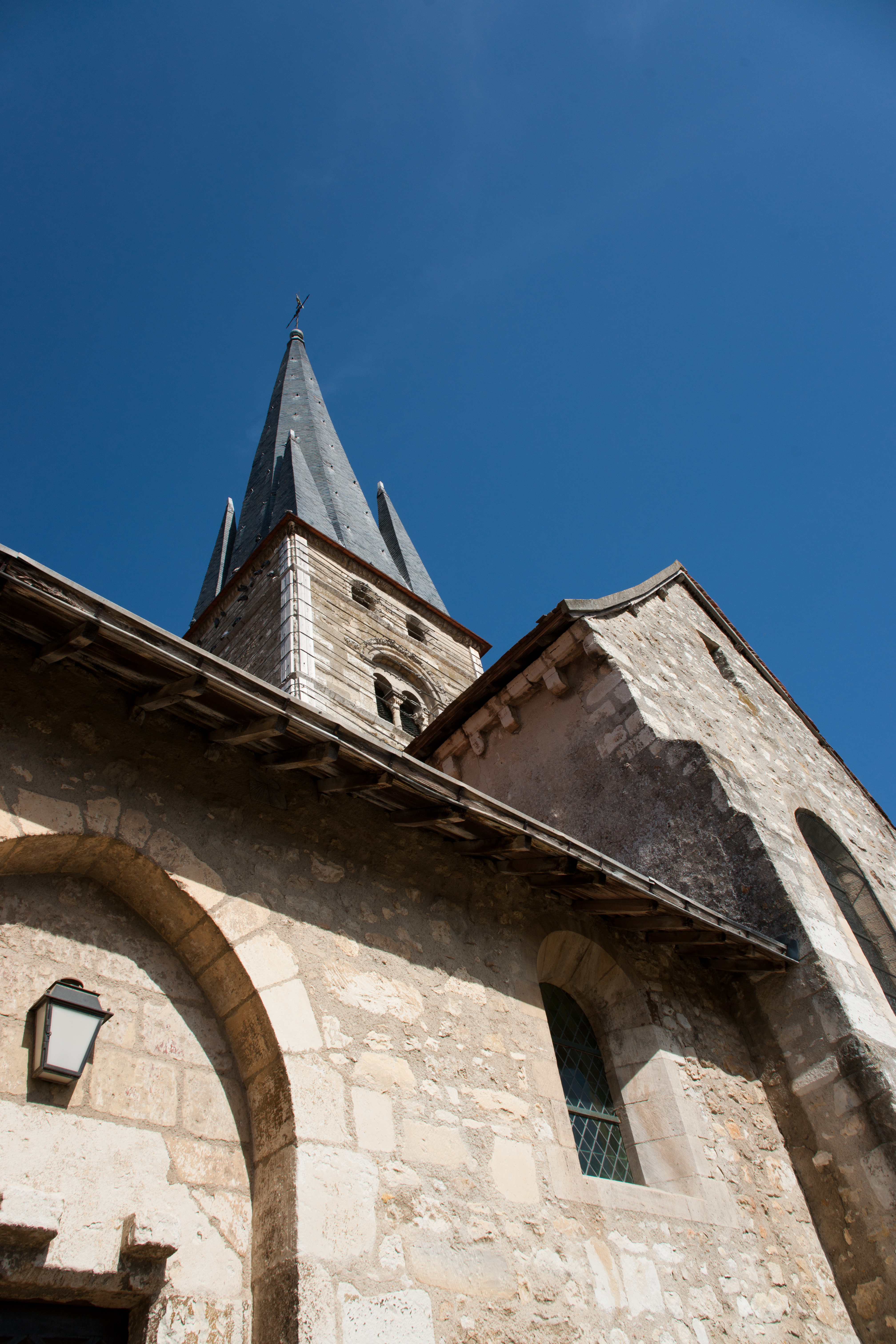
Détail du portail sud.
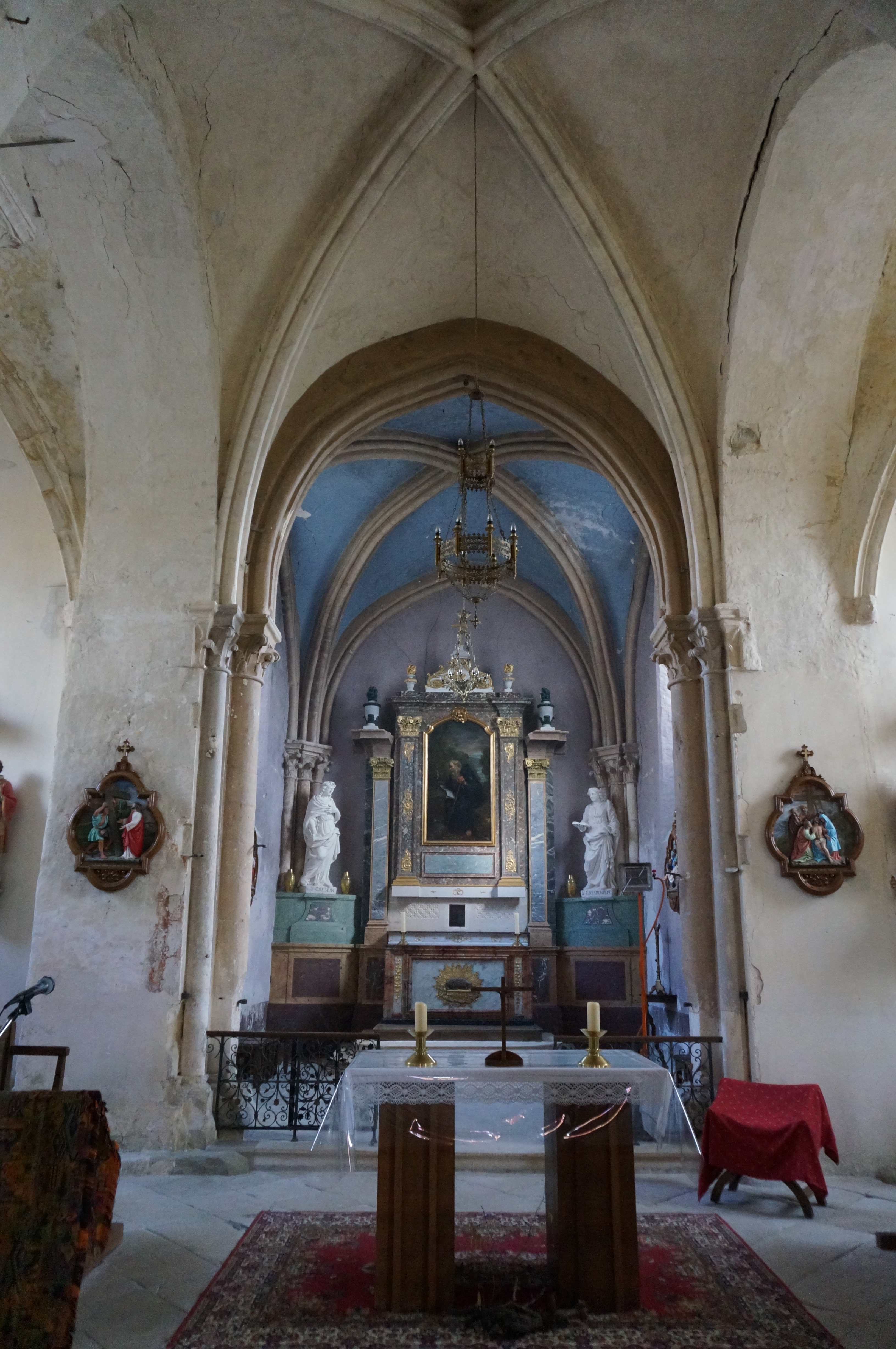
L'autel et son baldaquin.
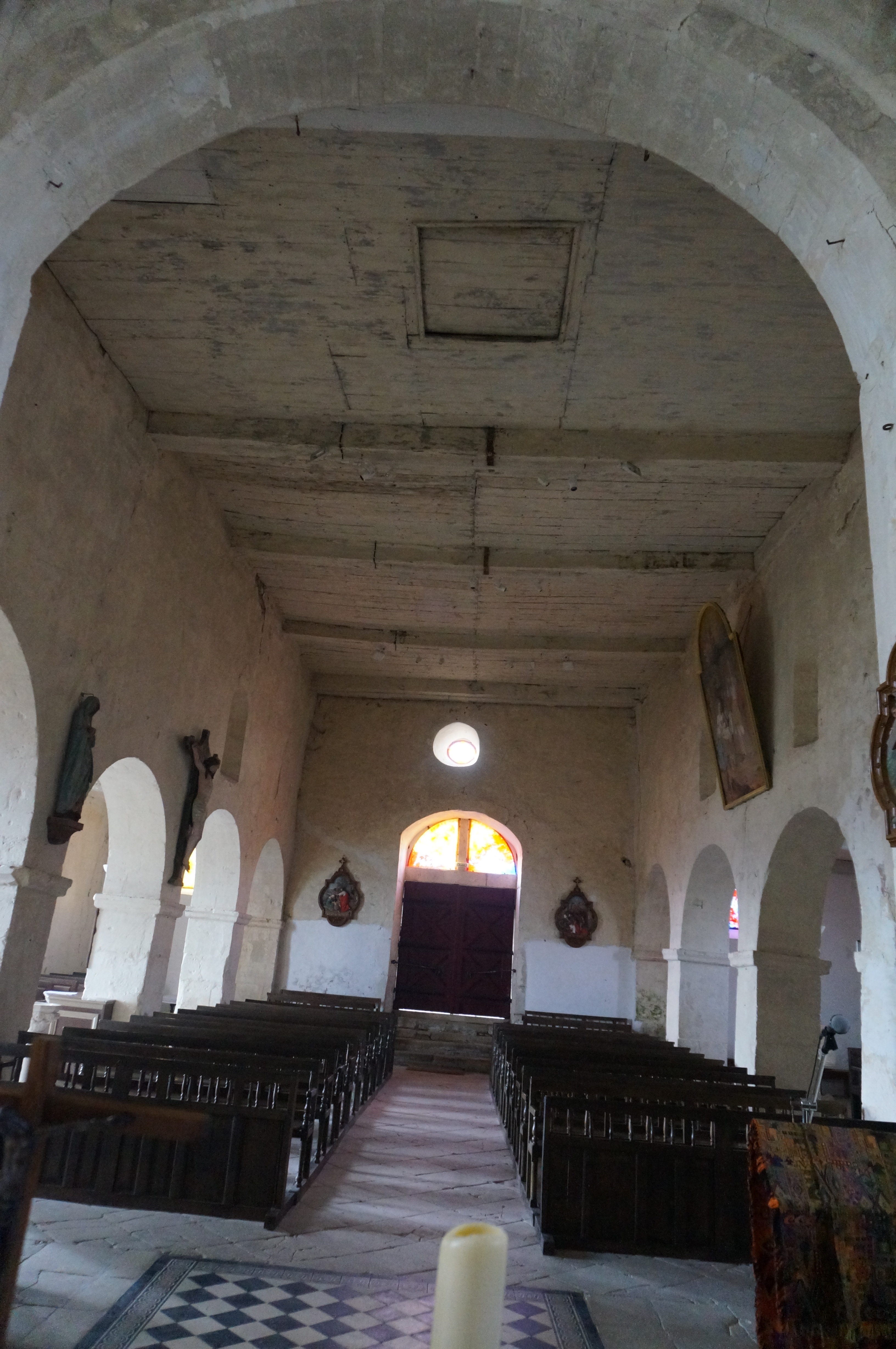
La nef.
Chevet plat et transept nord.